# Illan Meslier
Illan Meslier, född 2 mars 2000 i Lorient, är en fransk fotbollsmålvakt som spelar för den engelska klubben Leeds United. Han har också representerat det franska landslaget på ungdomsnivå.

## Karriär
Meslier började spela fotboll med Merlevenez som sexåring. Vid nio års ålder bytte han klubb till Lorient efter en match lagen emellan. Den 1 februari 2018, vid 17 års ålder, skrev Meslier sitt första proffskontrakt med klubben.
Sommaren 2018 visade Monaco och Chelsea intresse för att värva honom, men han valde att stanna i Lorient och den 14 augusti 2018 debuterade han för klubben i en ligacupmatch mot Valenciennes. Under samma säsong kom han att bli ordinarie målvakt i a-laget och spelade sammanlagt 30 matcher i alla tävlingar, under vilka han höll nollan elva gånger.
Den 8 augusti 2019 gick Meslier på ett säsongslångt lån till den engelska Championship-klubben Leeds United, med option på permanent övergång. Den 6 januari 2020 spelade han sin första match för Leeds, en förlust med 1–0 mot Arsenal i FA-cupens tredje omgång. Meslier fick mycket positiva omdömen för sin insats, med bland annat flera bra räddningar samt en distributionsprocent på höga 81%. Den 13 augusti 2021 förlängde Meslier sitt kontrakt i Leeds United fram till 2026.